# 침묵의 도시
《침묵의 도시》는 문화방송 특집드라마이다.

## 제작진
- 극본 : 권현숙
- 연출 : 이재갑

## 출연진
- 남성훈
- 박영지
- 이휘향
- 최상훈